# 上拉秀乡
上拉秀乡，是中华人民共和国青海省玉树藏族自治州玉树市下辖的一个乡镇级行政单位。辖区总面积2531.8平方公里，常住人口0.6万人，以藏族为主，占总人口的99.9％。

## 行政区划
上拉秀乡下辖以下地区：
日玛牧委会、多拉牧委会、沙宁牧委会、加桥牧委会、曲新牧委会、玛龙牧委会和布罗牧委会。